# Wolterslage
Wolterslage gehört zur Ortschaft Königsmark und ist ein Ortsteil der kreisangehörigen Hansestadt Osterburg (Altmark) im Landkreis Stendal in Sachsen-Anhalt.

## Geographie

### Lage
Wolterslage, ein langgestrecktes Marschhufendorf, liegt am Wolterslager Straßengraben, etwa zwei Kilometer nördlich von Königsmark und etwa 7½ Kilometer nordöstlich von Osterburg im Landschaftsschutzgebiet Altmärkische Wische, einem Niederungsgebiet zwischen den Flüssen Elbe und Biese.
Die Gemarkung Wolterslage wird im Norden und Osten durch die Beverlake und im Süden durch ungefähr durch den Seegraben Iden begrenzt.
Nachbarorte sind Meseberg und Wenddorf im Westen, Rethhausen im Nordwesten, Rengerslage im Osten, Wasmerslage und Königsmark im Süden.

### Ortsteilgliederung
Zum Ortsteil Wolterslage gehören neben dem Dorf Wolterslage die Wohnplätze Blankensee und Rethhausen.
Am Anfang des 19. Jahrhunderts lag südöstlich von Wolterslage am Seegraben Iden (Große Wässerung) eine Windmühle, die Woltersmühle, auch Eckerts-Mühle genannt, möglicherweise identisch mit dem Wohnplatz Eggertsmühle, der am Ende des 19. Jahrhunderts aufgeführt wird.

## Geschichte

### Mittelalter bis Neuzeit
Das Dorf war früher ein Rittergut. Im Jahre 1232 wurde Wolterslage erstmals erwähnt, als Propst, Priorin und Konvent des Benediktinerinnenklosters in Arendsee der Stendaler Nikolaikirche unter anderem einen Zins in Höhe von 10 Schillingen verkauften, den sie in Wolterslage besaßen. 1343 wies Markgraf Ludwig den von Dequede die Bede von 8½ Hufen to wolterslaghe im Wert von 20 Mark Silber zu. Weitere Nennungen sind 1542 Wolterschlage, 1687 Wolterschlage, 1804 Dorf und Gut Wolterschlage mit Windmühle. 1842 hieß es dann so wie heute Wolterslage.
Den Rittersitz besaßen derer von Königsmark bis ins Jahr 1550. Danach gab es mehrfache Eigentümerwechsel.

### Landwirtschaft

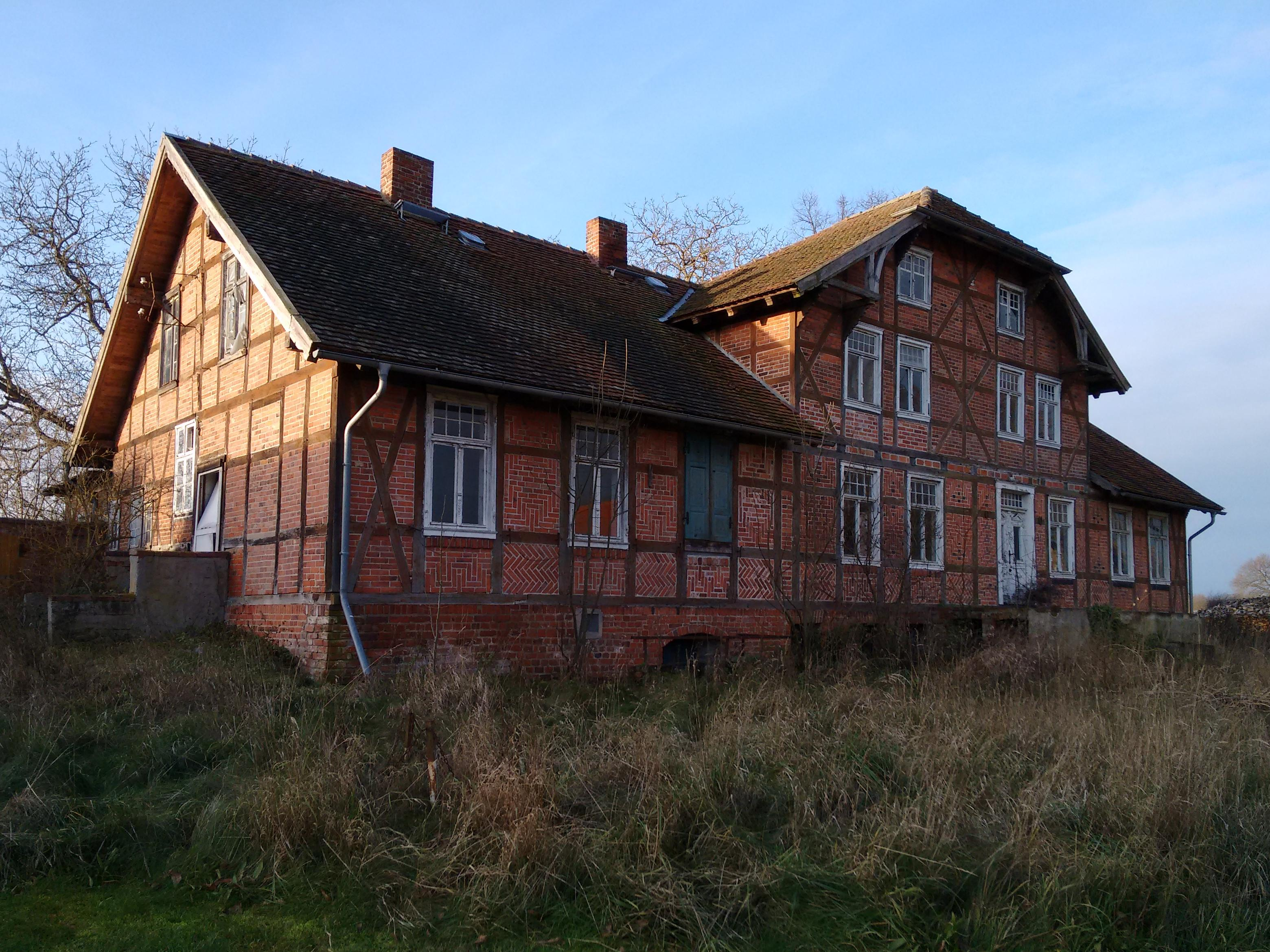
Gutshaus Wolterslage

Ab 1618 bis zum Beginn des 19. Jahrhunderts war das Rittergut mit Unterbrechungen im Besitz der von Redern. Über die Familie von Bandemer kam das Gut im Jahre 1823 an die Familie von Knoblauch auf Osterholz, in deren Besitz es bis 1913 blieb. 1928 gehörte das Gut Fritz Friedrichs.
Bei der Bodenreform wurden 1945 ermittelt: drei Besitzungen über 100 Hektar mit zusammen 378 Hektar, 26 Besitzungen unter 100 Hektar mit zusammen 632 Hektar, eine Kirchenbesitzung hatte 3,5 Hektar. Enteignet wurden das Gut und ein Bauernhof mit zusammen 284,8 Hektar. 1948 hatten 25 Vollsiedler jeder über 5 Hektar und 19 Kleinsiedler jeder unter 5 Hektar Landfläche aus der Bodenreform erworben. Im Jahre 1953 entstand die erste Landwirtschaftliche Produktionsgenossenschaft vom Typ III, die LPG „7. Oktober“, später die LPG Typ I „Schwarze Erde“, die 1968 an die LPG Typ III abgeschlossen wurde. 1974 entstand die LPG „25 Jahre DDR“ Königsmark.
Das Landhaus Menner war von 2005 bis Ende 2014 ein Gastronomie- und Landwirtschaftsbetrieb der Familie Menner. Besonders bekannt war die traditionelle Stallweihnacht, die zusammen mit dem Kultur- und Sportverein Königsmark veranstaltet worden war.
Im März 2017 wurde berichtet, dass ein Wolf in einem Damwildgehege in Wolterslage eine trächtige Dammkuh gerissen hatte.

### Vorgeschichte
Im Jahre 1974 wurden zwei etwa 3000 Jahre alte Tonscherben einer Urne aus der Eisenzeit an das Kreisheimatmuseum Osterburg übergeben, die in der Kiesgrube bei Wolterslage geborgen worden waren.

### Herkunft des Ortsnamens
„Wolter“ ist der Name einer Person. Der zweite Teil des Namens „lage“ steht für „Grenzzeichen“ oder „Gebiet“.

### Eingemeindungen
Dorf und Gut gehörten bis 1807 zum Seehausenschen Kreis der Mark Brandenburg in der Altmark, danach bis 1813 zum Stadtkanton Osterburg im Königreich Westphalen, ab 1816 kamen beide in den Kreis Osterburg, den späteren Landkreis Osterburg in der preußischen Provinz Sachsen.
Der Gutsbezirk Wolterslage wurde wahrscheinlich schon vor 1905 mit der Landgemeinde Wolterslage vereinigt. Am 1. April 1936 wurden die Gemeinden Blankensee und Rethhausen aus dem Landkreis Osterburg in die Gemeinde Wolterslage eingegliedert. Die Orte werden seitdem als Wohnplätze von Wolterslage geführt. Am 25. Juli 1952 wurde die Gemeinde Wolterslage in den Kreis Osterburg umgegliedert. Am 1. Januar 1974 wurde die Gemeinde Wolterslage in die Gemeinde Königsmark eingemeindet.
Am 1. Juli 2009 erfolgte der Zusammenschluss der Gemeinde Königsmark mit anderen Gemeinden zur neuen Einheitsgemeinde Hansestadt Osterburg (Altmark). Der Ortsteil Wolterslage kam dadurch zur neuen Ortschaft Königsmark und zur Hansestadt Osterburg (Altmark).

### Einwohnerentwicklung
| Jahr             | 1734 | 1775 | 1789 | 1798 | 1801 | 1818 | 1840 | 1864 | 1871 | 1885 | 1892 | 1895 | 1900 | 1905 |
| Dorf Wolterslage | 51   | 75   | 83   | 62   | 96   | 168  | 140  | 61   | 63   | 61   | 108  | 62   | 112  | 100  |
| Gut Wolterslage  |      |      |      | 49   |      |      |      | 56   | 38   | 64   |      | 44   |      | 07   |
| Eggertsmühle     |      |      |      |      |      |      |      |      | 08   | 09   |      |      |      |      |

| Jahr | Einwohner |
| ---- | --------- |
| 1910 | [00]075   |
| 1925 | [00]150   |
| 1930 | 103       |
| 1936 | [00]190   |
| 1939 | 202       |
| 1946 | 367       |

| Jahr | Einwohner |
| ---- | --------- |
| 1964 | 219       |
| 1971 | 191       |
| 2011 | [00]68    |
| 2012 | [00]65    |
| 2018 | [00]55    |
| 2019 | [00]54    |

| Jahr | Einwohner |
| ---- | --------- |
| 2020 | [00]51    |
| 2021 | [00]50    |
| 2022 | [0]30     |
| 2023 | [0]31     |

Quelle, wenn nicht angegeben, bis 1971:

## Religion
Die evangelische Kirchengemeinde Wolterslage gehörte früher zur Pfarrei Königsmark bei Osterburg in der Altmark. Die Kirchengemeinde Wolterslage wird heute betreut vom Pfarrbereich Königsmark im Kirchenkreis Stendal im Bischofssprengel Magdeburg der Evangelischen Kirche in Mitteldeutschland.
Die ältesten überlieferten Kirchenbücher für Wolterslage stammen aus dem Jahre 1652.
Die katholischen Christen gehören zur Pfarrei St. Anna in Stendal im Dekanat Stendal im Bistum Magdeburg.

## Kultur und Sehenswürdigkeiten

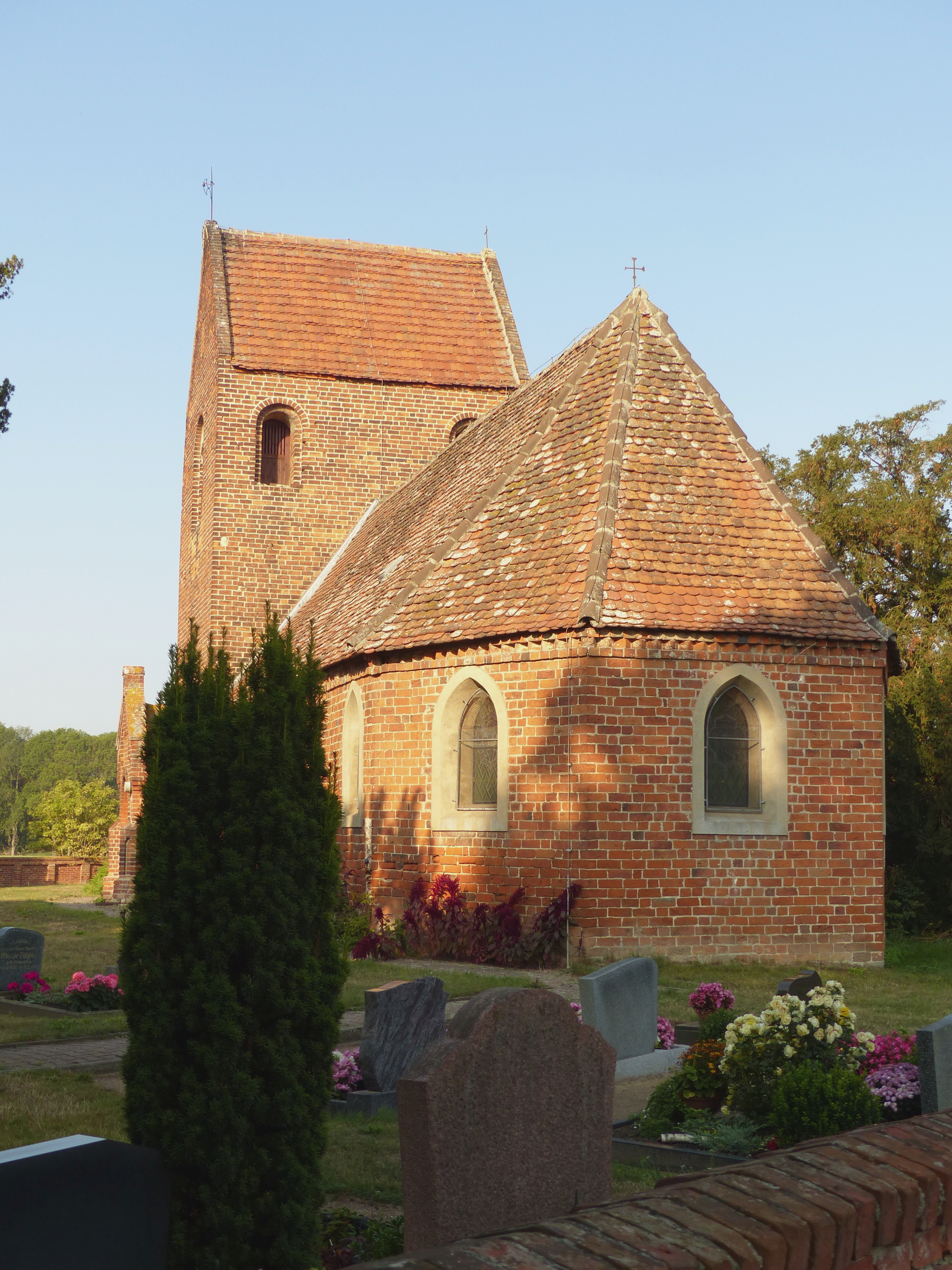
Evangelische Dorfkirche Wolterslage

- Die evangelische Dorfkirche Wolterslage, ein einschiffiger gotischer Backsteinbau, stammt aus dem Ende des 13. Jahrhunderts.[32]
- Der Ortsfriedhof ist auf dem Kirchhof.